# Saxifraga
El de las saxífragas o saxifragas es el género  (Saxifraga) con mayor número de especies de la familia de las saxifragáceas (Saxifragaceae), con alrededor de 450 aceptadas.

## Descripción
La mayoría de las especies son pequeñas plantas vivaces, raramente anuales o bienales. Crecen en forma cespitosa o simple, algunas forman una roseta de hojas basales, en otras son pecioladas. El limbo puede ser entero con margen dentado o lobulado. Las inflorescencias pueden ser cimosas o con una sola flor. Flores normalmente bisexuales, con 4 o 5 sépalos en unas especies, de 7 a 8 en otras. Los pétalos (4 o 5) pueden ser blancos, amarillos, naranjas, rojos o púrpuras.

## Distribución
Se distribuyen en Asia, Europa, Norteamérica y Sudamérica principalmente en zonas alpinas.

## Taxonomía
El género fue descrito por Carlos Linneo y publicado en Species Plantarum 1: 398–405, en 1753.

#### Etimología
Saxifraga: nombre genérico que viene del latín saxum, ("piedra") y frangere, ("romper, quebrar"). Estas plantas se llaman así por su capacidad, según los antiguos, de romper las piedras con sus fuertes raíces. Así lo afirmaba Plinio, por ejemplo.[cita requerida]

## Sistemática
El género se encuentra clasificado en 15 Secciones:
- Saxifraga sect. Ciliatae Haw.
- Saxifraga sect. Cymbalaria Griseb.
- Saxifraga sect. Merkianae  (Engl. & Irmsch.) Gornall
- Saxifraga sect. Micranthes  (Haw.) D.Don
- Saxifraga sect. Irregulares  Haw.
- Saxifraga sect. Heterisia  (A.M.Johnson) Small
- Saxifraga sect. Porphyrion Tausch
- Saxifraga sect. Ligulatae  Haw.
- Saxifraga sect. Xanthizoon  Griseb.
- Saxifraga sect. Trachyphyllum  (Gaudin) W.D.J.Koch
- Saxifraga sect. Gymnopera D.Don
- Saxifraga sect. Cotylea Tausch
- Saxifraga sect. Odontophyllae Gornall
- Saxifraga sect. Mesogyne Sternb.
- Saxifraga sect. Saxifraga

## Principales especies
| - Saxifraga adscendens L. - Saxifraga aizoides L. - Saxifraga aleutica Hultén - Saxifraga apetala Piper - Saxifraga aprica Greene - Saxifraga babiana T.E.Díaz & Fern.Prieto - Saxifraga bronchialis L. - Saxifraga bryophora A.Gray - Saxifraga californica Greene - Saxifraga calycina Sternb. - Saxifraga careyana Gray - Saxifraga caroliniana Gray - Saxifraga carpetana Boiss. & Reut. - Saxifraga cebennensis Rouy & E.G.Camus - Saxifraga cernua L. - Saxifraga cespitosa L. - Saxifraga chrysantha Gray - Saxifraga davurica Willd. - Saxifraga dichotoma Sternb. subesp. albarracinensis - Saxifraga eriophora S.Wats. - Saxifraga eschscholtzii Sternb. - Saxifraga ferruginea Graham - Saxifraga flagellaris Willd. ex Sternb. - Saxifraga foliolosa R.Br. - Saxifraga fragosoi Sennen - Saxifraga gaspensis Fern. - Saxifraga gormanii Suksd. - Saxifraga granulata L. - Saxifraga hieraciifolia Waldst. & Kit. ex Willd. - Saxifraga hirculus L. - Saxifraga hirsuta L. - Saxifraga hitchcockiana Elvander - Saxifraga howellii Greene - Saxifraga hyperborea R.Br. - Saxifraga idahoensis Piper - Saxifraga integrifolia Hook. - Saxifraga longifolia Auct. ex Nyman - Saxifraga lyallii Engl. - Saxifraga marshallii Greene - Saxifraga mertensiana Bong. - Saxifraga michauxii Britt. - Saxifraga micranthidifolia (Haw.) Steud. | - Saxifraga nathorstii (Dusen) Hayek - Saxifraga nelsoniana D.Don - Saxifraga nidifica Greene - Saxifraga nivalis L. - Saxifraga nudicaulis D.Don - Saxifraga nuttallii Small - Saxifraga occidentalis S.Wats. - Saxifraga odontoloma Piper - Saxifraga oppositifolia L. - Saxifraga oregana Howell - Saxifraga palmeri Bush - Saxifraga paniculata Mill. - Saxifraga pensylvanica L. - Saxifraga pentadactylis Lapeyr. - Saxifraga pentadactylis subsp. almanzorii P. Vargas - Saxifraga platysepala (Trautv.) Tolm. - Saxifraga razshivinii Zhmylev - Saxifraga redofskyi Adams - Saxifraga reflexa Hook. - Saxifraga rhomboidea Greene - Saxifraga rivularis L. - Saxifraga rosacea Moench - Saxifraga rufidula (Small) Macoun - Saxifraga rufopilosa (Hultén) Porsild - Saxifraga serpyllifolia Pursh - Saxifraga sibirica L. - Saxifraga sibthorpii Boiss. - Saxifraga spathularis Brot. - Saxifraga spicata D.Don - Saxifraga stellaris L. - Saxifraga stolonifera Meerb. - Saxifraga subapetala E.E.Nelson - Saxifraga taylorii Calder & Savile - Saxifraga tempestiva Elvander & Denton - Saxifraga tenella Wulfen - Saxifraga tenuis (Wahlenb.) Harry Sm. ex Lindm. - Saxifraga texana Buckley - Saxifraga tischii Skelly - Saxifraga tolmiei Torr. & A.Gray - Saxifraga tricuspidata Rottb. - Saxifraga tridactylites L. - Saxifraga umbrosa L. - Saxifraga virginiensis Michx. |